# Hombre Río

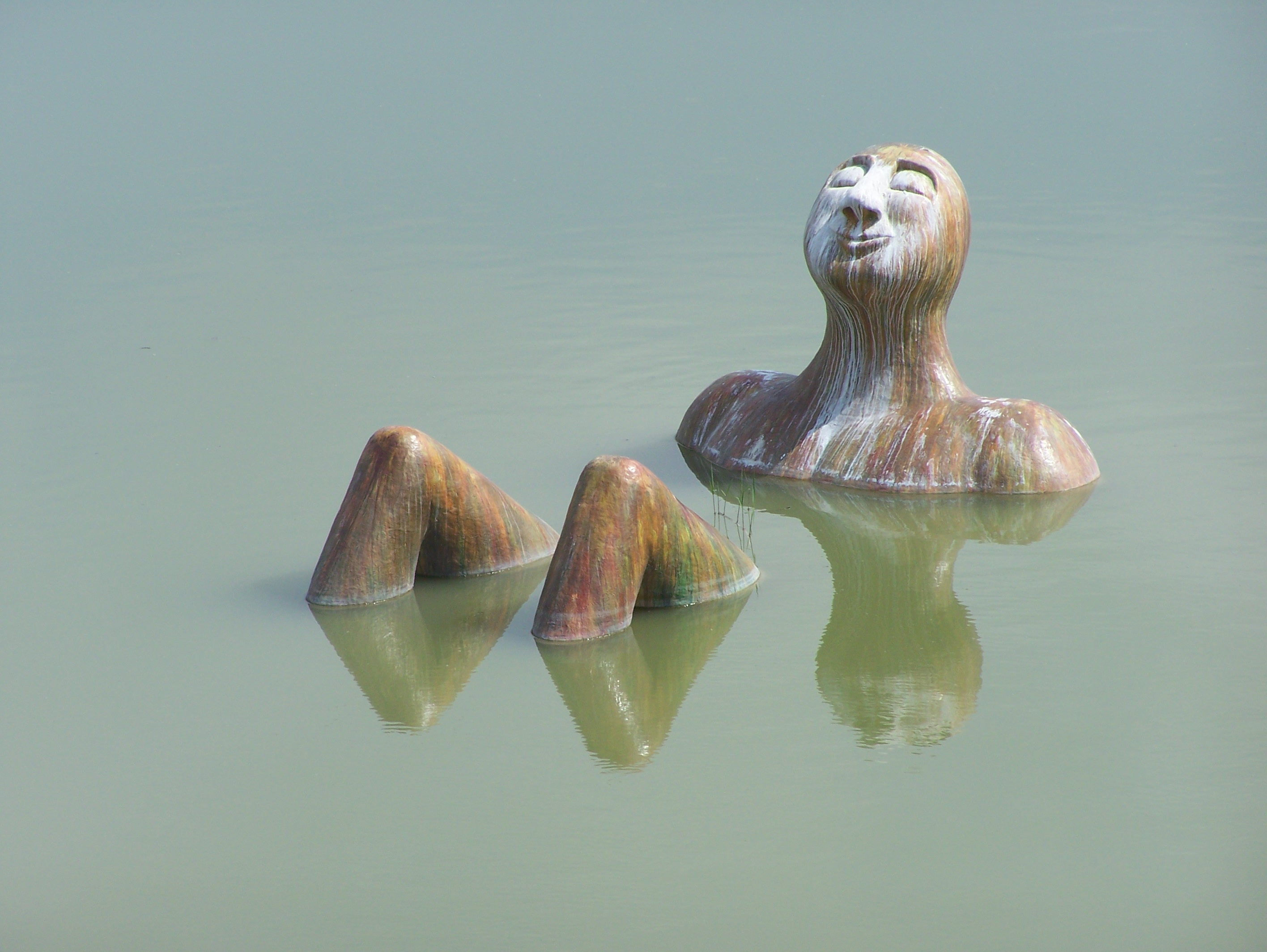
L'Hombre Río.

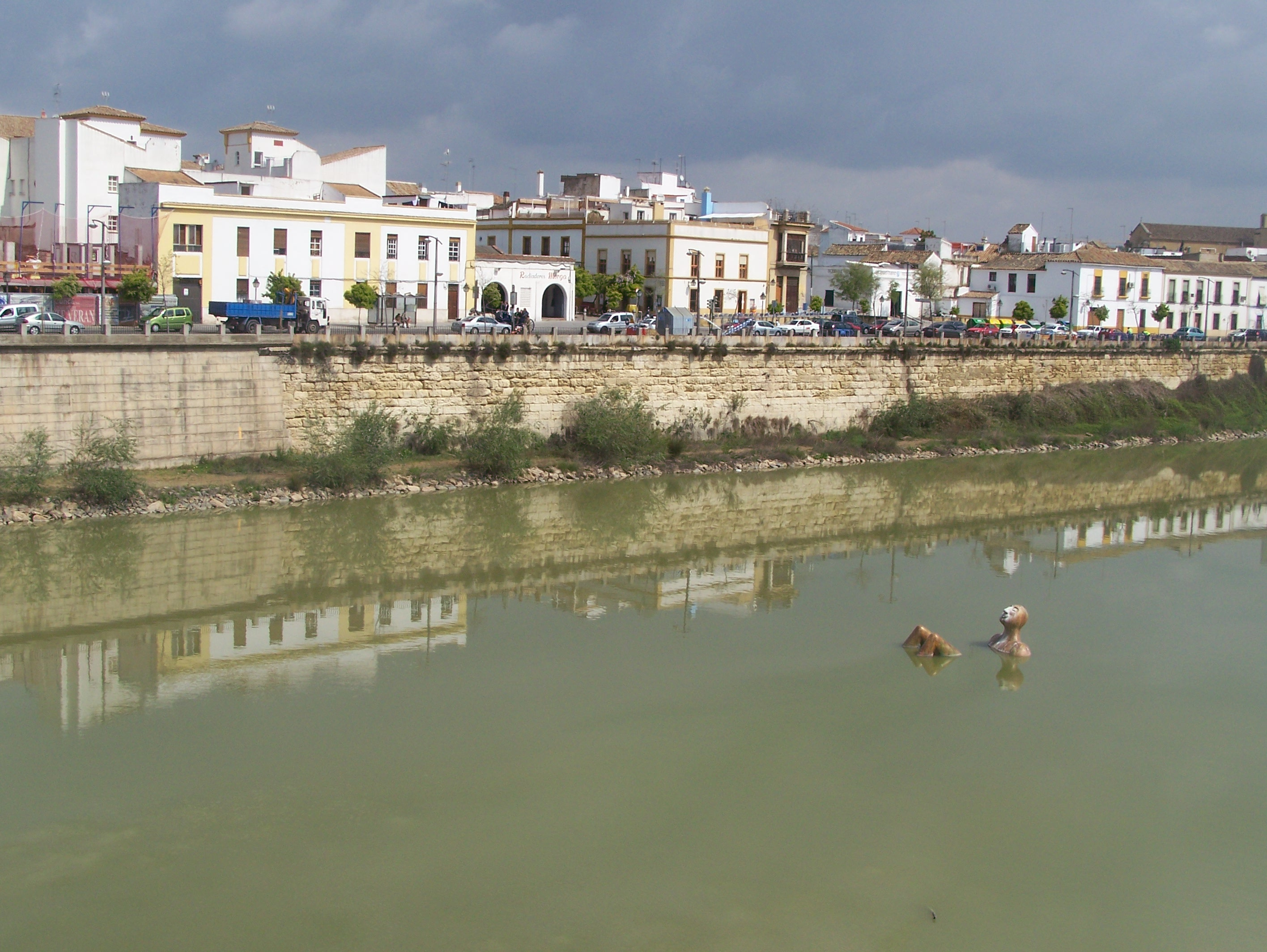
L'Hombre Río au milieu du Guadalquivir.

L'Hombre Río est une sculpture représentant un homme heureux flottant dans les eaux du Guadalquivir dans la ville de Cordoue, en Espagne.

## Histoire
La mairie de Cordoue, en hommage à la relation entre la ville et le fleuve Guadalquivir, a approuvé l'installation de cette sculpture flottante appelée Hombre Río, c'est-à-dire l'Homme fleuve, en raison de l'histoire millénaire qu'il entretient avec les Hommes.
Son installation dans le Guadalquivir s'est effectuée le 8 janvier 2007.

## Caractéristiques de la sculpture
C'est une œuvre de Rafael Cornejo et Francisco Marcos qui représente un visage humain se reposant placidement dans l'eau. Elle est faite de résine de polyester endurci avec de la fibre de verre, une matière utilisée habituellement pour la construction des embarcations.
Elle est composée de trois parties: le tronc et les deux jambes. Chacune de ces parties est reliée aux autres par une structure métallique, et toute cette partie immergée n'est pas sculptée. Le tout représente 1,7 m de hauteur et 2,5 m d'envergure.
Ancrée au fond du fleuve par un poids de 2 tonnes reliée à une chaîne de 12 mètres de long, la sculpture est conçue pour être un élément dynamique, remuant et tournant sous l'effet du vent et des courants.

### Sources
- Table d'information devant la sculpture.